# Las Bellostas
Las Bellostas ist ein spanischer Ort und eine ehemalige Gemeinde in der Provinz Huesca der Autonomen Gemeinschaft Aragonien. Las Bellostas gehört zur Gemeinde Aínsa-Sobrarbe. Der Ort auf 1100 Meter Höhe liegt circa 17 Kilometer südwestlich von Aínsa. Las Bellostas hatte im Jahr 2019 nur sieben Einwohner.

## Sehenswürdigkeiten

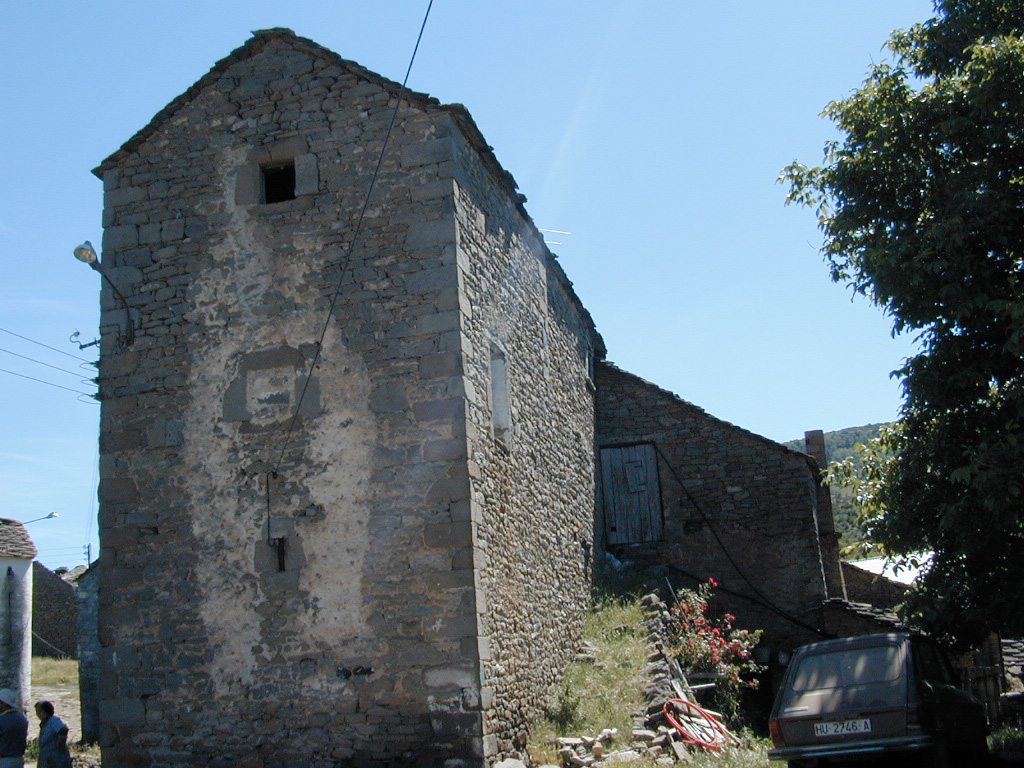
Casa Molinero

- Romanische Pfarrkirche Kirche Santa María (Bien de Interés Cultural), erbaut im 11. Jahrhundert
- Wassermühle am Río Isuala aus dem Jahr 1627